# Carcinosoma
Carcinosoma es un género extinto de euriptéridos del Silúrico Superior. Medían hasta 30 cm de largo. Sus fósiles se han encontrado en Nueva York y en otros estados de los Estados Unidos, además del Reino Unido.

## Descripción

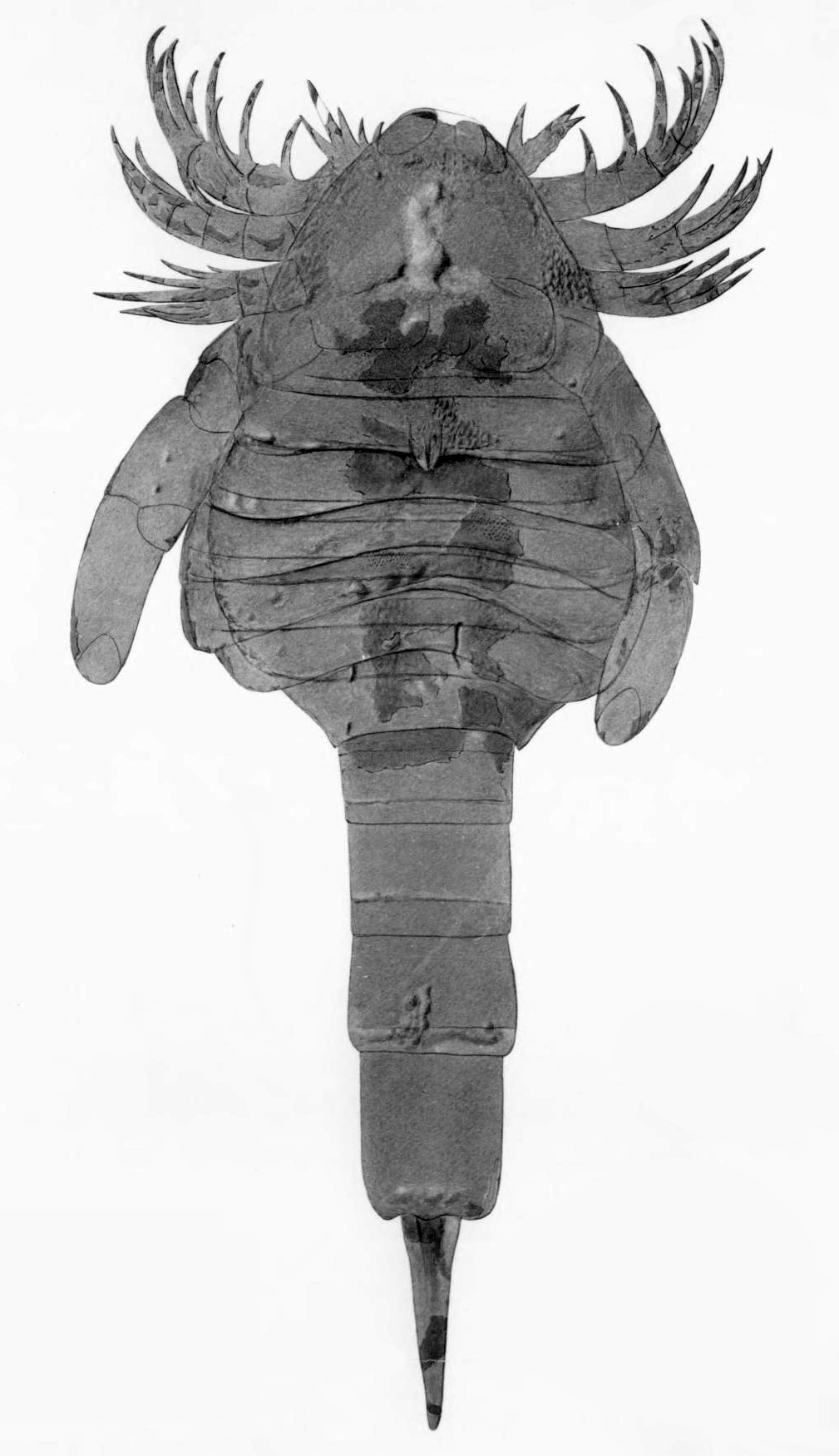
Fósil

Carcinosoma se caracterizaba por sus grandes exoesqueletos con pequeños tubérculos dispersos en sus placas en forma de lengua. La prosoma (cefalotórax) era subtriangular, con pequeños ojos compuestos en el frente. Los quelíceros (pinzas junto a la boca) eran pequeñas. Las patas estaban cubiertas con espinas largas, y el segundo par de patas era el más largo. El mesosoma o preabdomen era ancho y ovalado, mientras que el metasoma o postabdomen era cilíndrico y estrecho. El telson era una espina curvada.

## Especies
- Carcinosoma Claypole, 1890
  - ?Carcinosoma harleyi Kjellesvig-Waering, 1961 — Silúrico, Inglaterra
  - Carcinosoma libertyi Copeland & Bolton, 1960 — Silúrico, Canadá
  - Carcinosoma newlini Claypole, 1890 — Silúrico, Estados Unidos

= Carcinosoma ingens Claypole, 1894 — Silúrico, Estados Unidos
- - ?Carcinosoma punctatum (Salter in Huxley & Salter, 1859) — Silúrico, Inglaterra
  - Carcinosoma scorpioides  (Woodward, 1868) — Silúrico, Escocia

= Pterygotus raniceps  Woodward, 1868 — Silúrico, Escocia
- - Carcinosoma scoticus  (Laurie, 1899) — Silúrico, Escocia
  - ?Carcinosoma spiniferumKjellesvig-Waering & Heubusch, 1962 — Silúrico, Estados Unidos